# Đài thiên văn Haleakala
Đài thiên văn Haleakalā, còn được gọi là Đài quan sát cao độ Haleakalā, là đài quan sát nghiên cứu thiên văn đầu tiên của Hawaii. Nó nằm trên đảo Maui và thuộc sở hữu của Viện Thiên văn học của Đại học Hawaii, nơi điều hành một số cơ sở khoa học thuộc Đài thiên văn và cho thuê chỗ cho các tổ chức khác. Những người thuê chỗ tại đây bao gồm Phòng thí nghiệm nghiên cứu không quân (AFRL) và Mạng lưới kính viễn vọng toàn cầu Las Cumbres (LCOGTN). Ở 3.050 mét (10.010 ft) hơn 3.050 mét (10.010 ft) độ cao, đỉnh Haleakalā nằm trên một phần ba tầng đối lưu của Trái Đất và có điều kiện quan sát thiên văn tuyệt vời.

## Cơ sở vật chất

### Đài thiên văn mặt trời Mees
Đài thiên văn mặt trời Mees (MSO) được đặt theo tên của Kenneth Mees vào năm 1964. Nó bao gồm một mái vòm với nhiều dụng cụ chia sẻ một giá treo chung.

### Pan-STARRS
Kính thiên văn Khảo sát Panoramic và hệ thống đáp ứng nhanh (Pan-STARRS) là một mảng kế hoạch của kính viễn vọng cộng với một dịch vụ tính toán mà sẽ khảo sát bầu trời trên cơ sở liên tục, và cung cấp chính xác đo sao và trắc quang của các đối tượng thiên văn phát hiện được. Bằng cách phát hiện bất kỳ sự khác biệt nào từ các quan sát trước đây của cùng một khu vực trên bầu trời, dự kiến sẽ phát hiện ra một số lượng rất lớn các tiểu hành tinh, sao chổi, sao biểu quang và các thiên thể khác. Hiện tại, Kính thiên văn nguyên mẫu PS1 1.8m đang hoạt động và kinh thiên văn PS2 đang được chế tạo.

## Hình ảnh

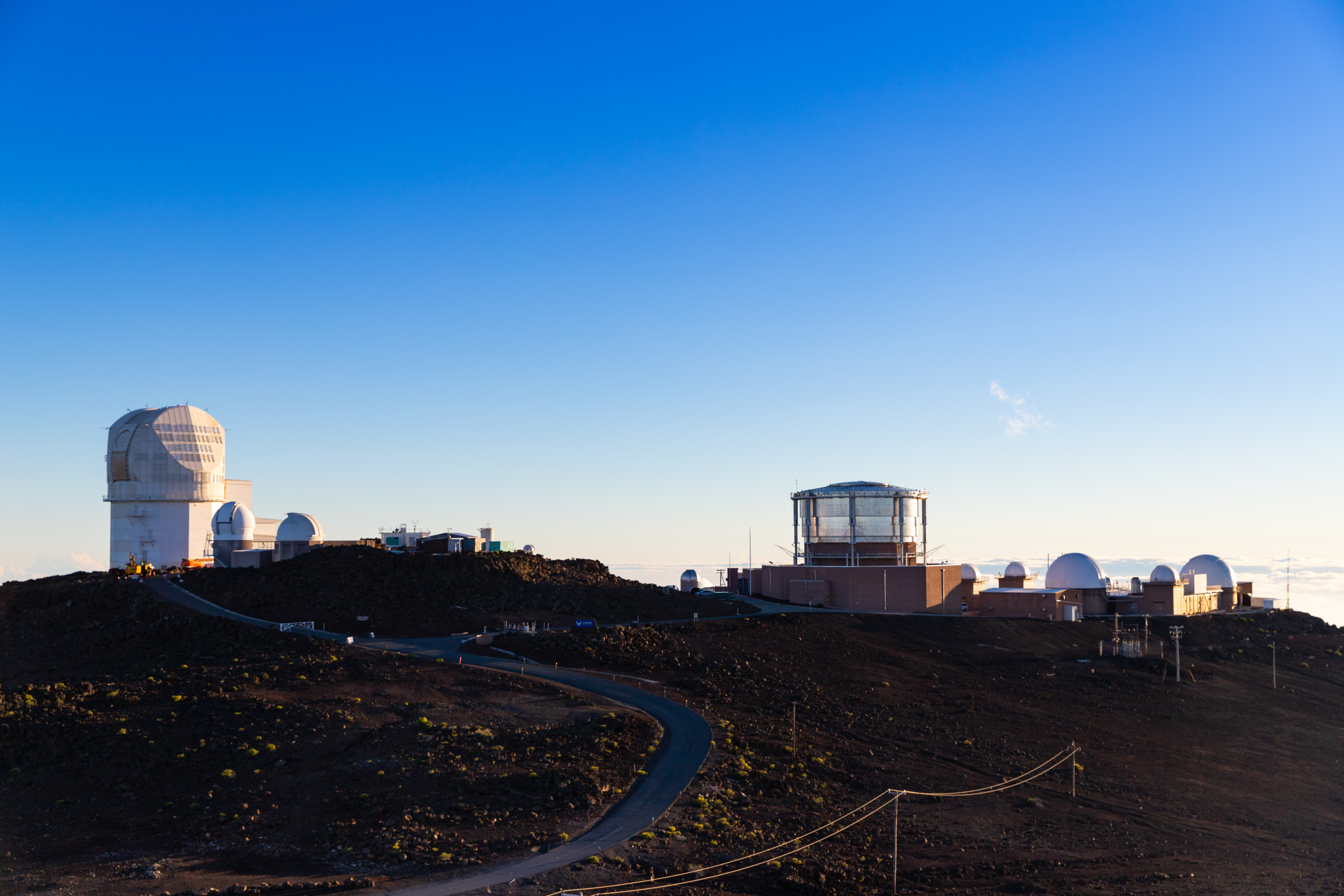
Đài thiên văn Haleakala Maui
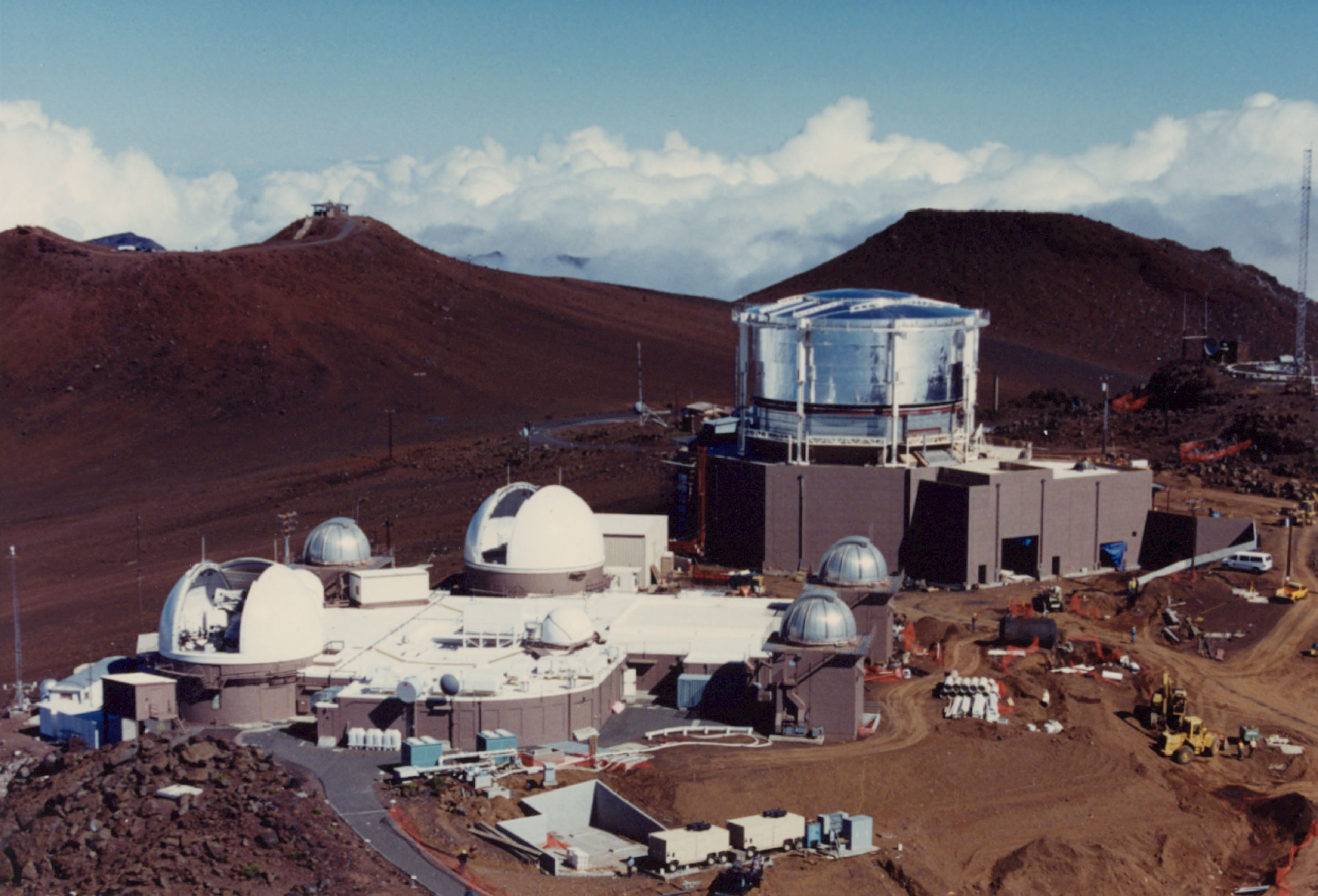
Các cơ sở không quân từ phía tây
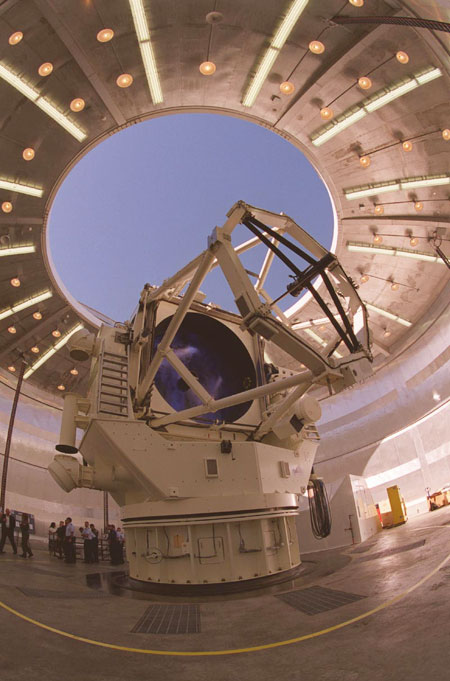
Kính thiên văn AEOS